# کیسرن

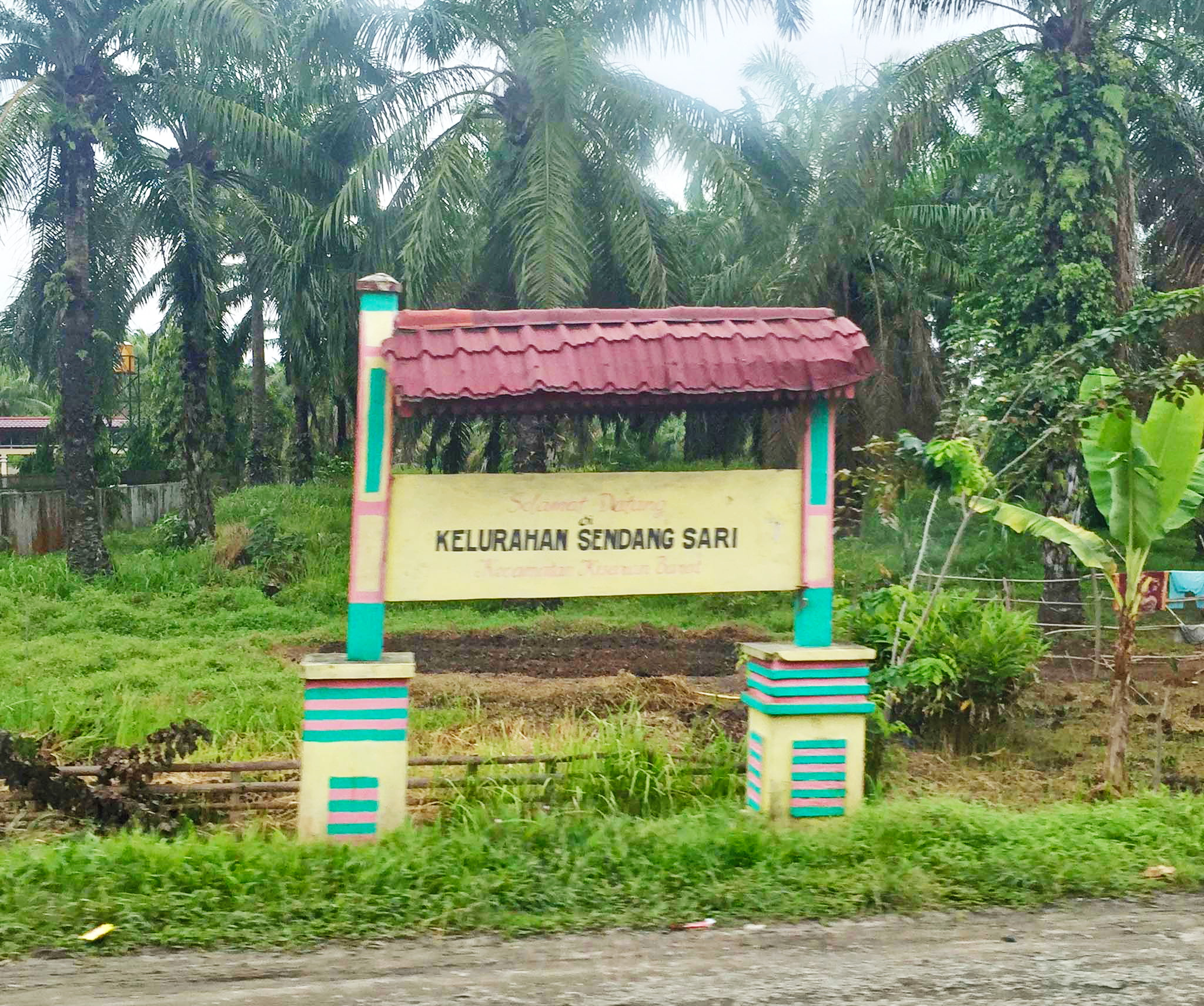
نمایی از ورودی شهر کیسرن

کیسرن (اندونزیایی: Kisaran) شهری در استان سوماترای شمالی کشور اندونزی است. جمعیت این شهر بر اساس سرشماری سال ۱۹۹۰ میلادی، ۷۴٫۶۷۹ نفر و بر اساس سرشماری سال ۲۰۰۰ میلادی، ۱۰۸٫۹۰۶ بوده که در سال ۲۰۰۷ میلادی به ۱۳۹٫۲۰۰ نفر افزایش یافته‌است.